# Sylvain Bouchard
Sylvain Bouchard (Loretteville, 12 de abril de 1970) es un deportista canadiense que compitió en patinaje de velocidad sobre hielo.
Ganó dos medallas en el Campeonato Mundial de Patinaje de Velocidad sobre Hielo en Distancia Individual de 1998, oro en 1000 m y plata en 500 m. Participó en dos Juegos Olímpicos de Invierno, ocupando el quinto lugar en Lillehammer 1994 (1000 m) y el cuarto en Nagano 1998 (500 m).

## Palmarés internacional
| Campeonato Mundial en Distancia Individual | Campeonato Mundial en Distancia Individual | Campeonato Mundial en Distancia Individual | Campeonato Mundial en Distancia Individual |
| Año                                        | Lugar                                      | Medalla                                    | Prueba                                     |
| ------------------------------------------ | ------------------------------------------ | ------------------------------------------ | ------------------------------------------ |
| 1998                                       | Calgary (Canadá)                           | Medalla de oro                             | 1000 m                                     |
| 1998                                       | Calgary (Canadá)                           | Medalla de plata                           | 500 m                                      |